# Łęczno (przystanek kolejowy)
Łęczno – zlikwidowany przystanek kolei wąskotorowej (Białogardzka Kolej Dojazdowa) w Łęcznie, w województwie zachodniopomorskim, w Polsce.